# 4ever
4ever – pop-rockowa piosenka napisana przez Maksa Martina i Łukasza Gottwalda. Utwór jest pierwszym singlem z debiutanckiego albumu australijskiego zespołu The Veronicas zatytułowanego The Secret Life of... Piosenka została wydana jako singel w Australii 15 sierpnia 2005 roku i zajęła miejsce #2 na australijskiej liście przebojów ARIA Charts oraz miejsce #7 w Nowej Zelandii.
W USA singel był promowany na początku 2006 r.
Teledysk do piosenki wygrał nagrodę w kategorii najlepsze video roku na MTV Australia Video Music Awards.